# 鶴ヶ島市立鶴ヶ島第一小学校
鶴ヶ島市立鶴ヶ島第一小学校（つるがしましりつ つるがしまだいいちしょうがっこう）は、埼玉県鶴ヶ島市脚折にある公立小学校。市内で最も古い小学校である。

## 委員会
- 代表委員会
- 園芸美化委員会
- 放送委員会
- 広報委員会
- 運動委員会
- 図書委員会
- JRC委員会
- 給食委員会
- 保健委員会
- 飼育委員会
- 掲示委員会

## 学校教育目標
- かしこく なかよく たくましく